# Zimmerius
Zimmerius es un género de aves paseriformes perteneciente a la familia Tyrannidae, que agrupa a especies nativas de la América tropical (Neotrópico), donde se distribuyen desde el sur de México a través de América Central y del Sur hasta el sureste del Perú, norte de Bolivia y oeste de Brasil. Sus miembros son conocidos por el nombre popular de mosqueritos, y también tiranuelos, tiranoletes, moscaretas o atrapamoscas, entre otros.

## Etimología
El nombre genérico masculino «Zimmerius» conmemora al ornitólogo estadounidense John Todd Zimmer (1889-1957).

## Características
Este género es un confuso grupo de pequeños tiránidos, midiendo entre 10 y 12 cm de longitud, unificados por el patrón de las alas, en las cuales, las plumas son marcadamente bordeadas de amarillo, pero no presentan barras. Las especies del género buscan alimento en el dosel y en los bordes de bosques húmedos, donde comen fruta considerablemente (y también insectos); algunas especies (tal vez todas) consumen frecuentemente bayas de muérdago. Son relativamente conspicuos y a menudo reposan en las hojas más altas en el abierto. Tienen voces peculiares.

## Lista de especies
Existe algún desacuerdo entre las clasificaciones del Congreso Ornitológico Internacional (IOC) y las de Clements Checklist/eBird y el Comité de Clasificación de Sudamérica (SACC) sobre el rango de especie de algunos taxones, las diferencias se muestran a continuación y en Taxonomía, con el respectivo nombre popular de acuerdo con la Sociedad Española de Ornitología (SEO), o los atribuidos por Aves del Mundo (HBW).
| Imagen | Nombre científico                     | Autor                                   | Nombre común               | Estado de conservación | Distribución |
| ------ | ------------------------------------- | --------------------------------------- | -------------------------- | ---------------------- | ------------ |
|        | Zimmerius vilissimus                  | (P.L. Sclater & Salvin, 1859)           | mosquerito centroamericano | LC                     |              |
|        | Zimmerius improbus                    | (P.L. Sclater & Salvin, 1871)           | mosquerito serrano         | LC                     |              |
|        | Zimmerius parvus                      | (Lawrence, 1862)                        | mosquerito menor           | LC                     |              |
|        | Zimmerius petersi                     | (Berlespsch, 1907)                      | mosquerito venezolano      | LC                     |              |
|        | Zimmerius bolivianus                  | (Orbigny, 1840)                         | mosquerito boliviano       | LC                     |              |
|        | Zimmerius cinereicapilla              | (Cabanis, 1873)                         | mosquerito piquirrojo      | VU                     |              |
|        | Zimmerius villarejoi                  | Álvarez Alonso & Whitney, 2001          | mosquerito de Villarejo    | LC                     |              |
|        | Zimmerius chicomendesi                | Whitney, Schunck, Rêgo & Silveira, 2013 | mosquerito de Chico Mendes | NT                     |              |
|        | Zimmerius gracilipes                  | (P.L. Sclater & Salvin, 1868)           | mosquerito patifino        | LC                     |              |
|        | Zimmerius acer                        | (Salvin & Godman, 1883)                 | mosquerito guayanés        | LC                     |              |
|        | Zimmerius albigularis                 | (Chapman, 1924)                         | mosquerito del Chocó       | LC                     |              |
|        | Zimmerius chrysops                    | (P.L. Sclater, 1859)                    | mosquerito caridorado      | LC                     |              |
|        | Zimmerius (chrysops) minimus          | (Chapman, 1912)                         | mosquerito de Coopmans     | NE                     |              |
|        | Zimmerius viridiflavus                | (Tschudi, 1844)                         | mosquerito peruano         | LC                     |              |
|        | Zimmerius (viridiflavus) flavidifrons | (P.L. Sclater, 1860)                    | mosquerito de Loja         | NE                     |              |

## Taxonomía